# National Film Registry

Logo des National Film Registry

Das National Film Registry ist das Verzeichnis US-amerikanischer Filme, die als besonders erhaltenswert angesehen werden.

## Organisation
Eine Aufgabe der US-amerikanischen Nationalbibliothek Library of Congress besteht darin, in den USA produzierte Filme für die Nachwelt dauerhaft zu erhalten. Besonderes Augenmerk wird dabei auf Filmproduktionen gerichtet, die im National Film Registry aufgeführt sind. Dieses Auswahlverzeichnis enthält Filme, die in kultureller, geschichtlicher oder ästhetischer Hinsicht als besonders bedeutend eingestuft worden sind. Das National Film Registry ist im Jahr 1988 auf der Grundlage des National Film Preservation Act begründet worden.

## Liste der Filme

### Gesamtliste
Ende 2024 sind im National Film Registry 900 Filme aufgeführt. Seit 1989 wählt das National Film Preservation Board zum Ende jedes Jahres 25 Filme, die jeweils mindestens zehn Jahre alt sein müssen, zur Aufnahme in dieses Verzeichnis aus. Die Öffentlichkeit kann zwar Filme nominieren, jedoch liegt die Entscheidung nur beim Preservation Board. Neben Spielfilmen sind in diesem Verzeichnis auch kulturgeschichtlich bedeutende Dokumentar- und Kurzfilme sowie Wochenschaubeiträge enthalten, unter anderem auch der Zapruder-Film über das Attentat auf John F. Kennedy.
Newark Athlete aus dem Jahr 1891 ist der älteste im National Film Registry enthaltene Film, gut 140 Filme stammen aus den Jahren vor 1930. Teilweise sind dies Filme, die nur wenige Minuten oder manchmal auch nur einige Sekunden dauern. Aus den 1930er bis 1970er Jahren befinden sich pro Jahrzehnt derzeit rund 100 Filme im National Film Registry. Aus den 1980er Jahren sind 85, aus den 1990er Jahren 58 Filme und aus dem neuen Jahrtausend 22 Filme im Verzeichnis. Die neuesten Filme sind 12 Years a Slave und 20 Feet from Stardom aus dem Jahr 2013.

### Neuaufnahmen 2024
Am 17. Dezember 2024 wurden weitere 25 Filme in das National Film Registry aufgenommen:
- Annabelle’s Serpentine Dance (1895)
- Beverly Hills Cop – Ich lös’ den Fall auf jeden Fall (Beverly Hills Cop) (1984)
- Blutgericht in Texas (The Texas Chain Saw Massacre) (1974)
- Chelsea Girls (1966)
- Chicago – Engel mit schmutzigen Gesichtern (Angels with Dirty Faces) (1938)
- Common Threads: Stories from the Quilt (1989)
- Compensation (1999)
- Dirty Dancing (1987)
- Ganja & Hess (1973)
- Das Gesetz der Gewalt (American Me) (1992)
- Der große Wurf (The Pride of the Yankees) (1942)
- Invasion vom Mars (Invaders from Mars) (1953)
- KoKo’s Earth Control (1928)
- Licht im Dunkel (The Miracle Worker) (1962)
- Meine Familie (My Family) (1995)
- My Private Idaho (My Own Private Idaho) (1991)
- No Country for Old Men (2007)
- Samstagnacht im Viertel der Schwarzen (Uptown Saturday Night) (1974)
- The Social Network (2010)
- Spy Kids (2001)
- Star Trek II: Der Zorn des Khan (Star Trek II: The Wrath of Khan) (1982)
- Viel Rauch um nichts (Up in Smoke) (1978)
- Will (1981)
- Zora Lathan Student Films (1975–1976)
- Zwei Cheyenne auf dem Highway (Powwow Highway) (1989)

## Vergleich zu Deutschland
In Deutschland ist für die Erhaltung der Filmproduktionen aus nationaler Produktion das Bundesarchiv zuständig.